# Typ 10 12-cm-Flugabwehrkanone
Die Typ 10 12-cm-Flugabwehrkanone (japanisch 四十五口径十年式十二糎高角砲 yonjugo kōkei ju-nen-shiki juni-senchi kōshahō, deutsch ‚45 Kaliber Typ Taishō 10 12-cm-Flugabwehrkanone‘) war eine Kanone der Kaiserlich Japanischen Marine für See- und Luftzielbeschuss, die ab dem Jahr 1921 (Jahr 10 der Taishō-Ära nach dem Nengō-Kalender, daher die Jahreszahl der Benennung) entwickelt wurde. Der Einsatz erfolgte ab 1923 bei den Seestreitkräften und ab 1941 bei den Speziallandungskräften der Marine.

## Hintergrund
Nach der offiziellen Einführung der Typ 3 8-cm-Kanone 1916 als Waffe für See- und Erdzielbeschuss wurde 1921 beschlossen, in Ergänzung dazu für größere Einheiten aus der Typ 3 12-cm-Kanone eine Waffe auch für den Luftzielbeschuss zu machen. Die Entwicklung begann umgehend.

## Entwicklung
Zunächst wurde die Waffe von dem Schraubenverschluss auf einen Querkeilverschluss umgerüstet, um die Feuergeschwindigkeit und den möglichen Ladewinkel zu erhöhen. Zudem wurde der Höhenrichtbereich von +33° auf +75° angehoben. 1922 war die Entwicklung so weit, dass die Fertigung eines Prototyps erfolgen konnte. Entsprechend erfolgte die offizielle Einführung und Benennung. Bis 1923 konnten die Tests soweit abgeschlossen werden, dass die Fertigung eingerichtet werden konnte.

## Technik

### Waffe
Das Geschütz besteht aus drei Teilen:
- Rohr
- Oberlafette mit Rohrrücklauf und Richtmechanismen
- verschiedene Unterlafetten mit Pivot

Das Rohr mit Verschluss hatte eine Länge von 5,604 m, Rohr und Kammer waren 5,40 m Lang (L/45). Es besaß einen halbautomatischen Querkeilverschluss und war beweglich in einer Rohrmanschette eingebaut. Zunächst wurden Mehrlagenrohre, später einteilige, kaltgestreckte Rohre verwendet. Die ersten Serienrohre hatten 36 Züge. Ab Mitte der 1920er Jahre wurden nur noch solche mit 34 Züge gefertigt. Diese hatten einen Rechtsdrall (Dralllänge 1 zu 28) eingefräst. Bei 34 Zügen betrug das Zugkaliber 6,688 mm bei 1,45 mm Tiefe. Das Feldkaliber betrug 4,400 mm.

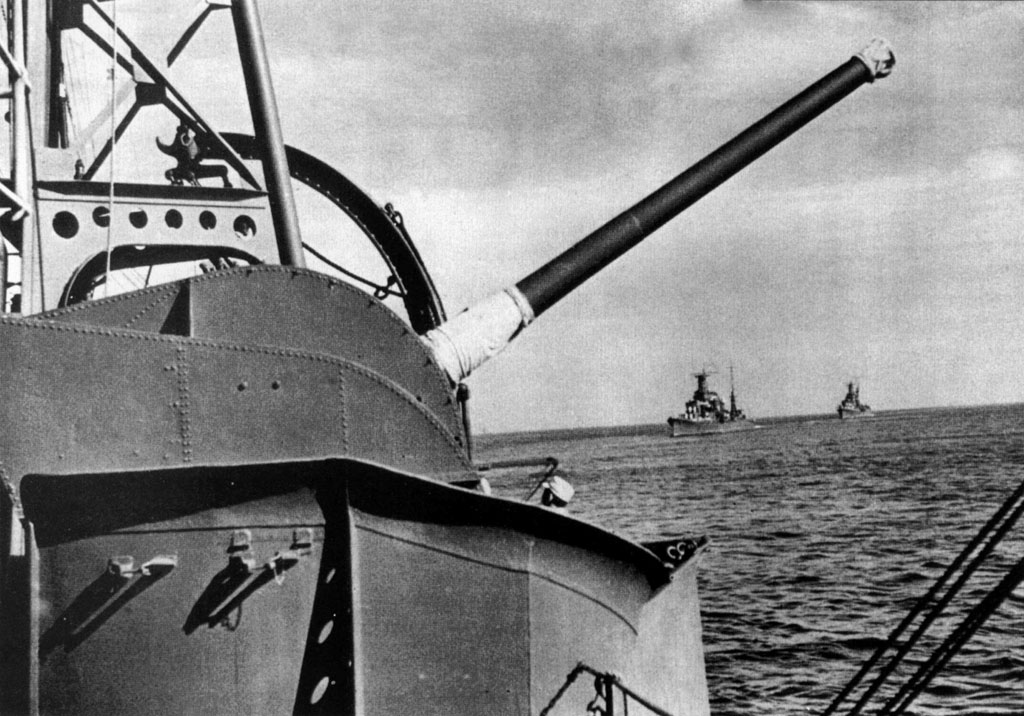
Typ 10 12-cm-Flugabwehrkanone in Einzellafette mit Schutzschild auf dem Schweren Kreuzer Kako

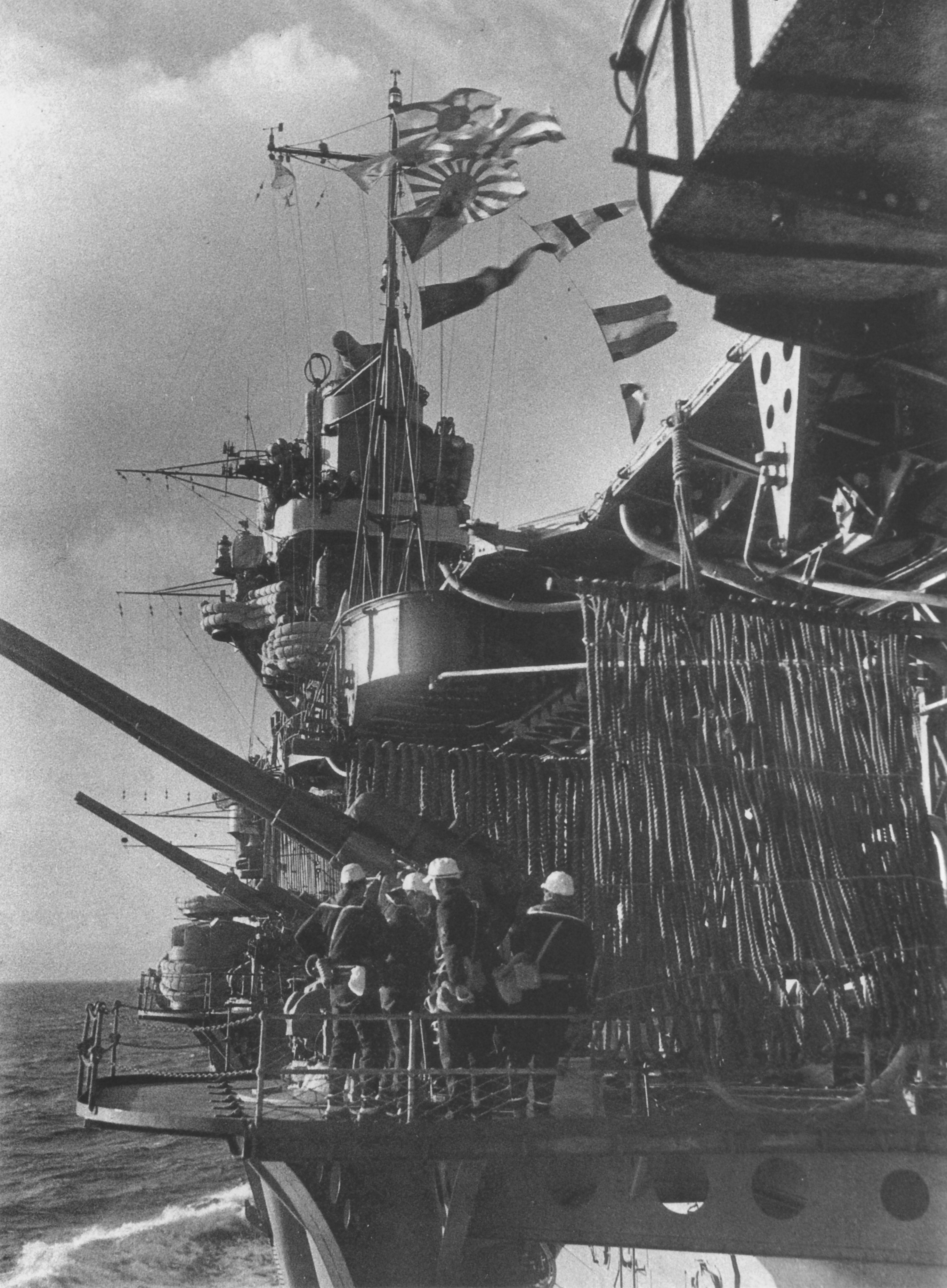
Typ 10 12-cm-Flugabwehrkanone in Doppellafette A2 auf dem Flottenträger Akagi

Zwei federhydraulische Rohrbremsen waren in Röhren jeweils rechts und links neben dem zentralen, hydraulischen Vorholer oberhalb der Rohrmanschette in der Oberlafette eingebaut. Diese war an zwei Drehachsen vertikal beweglich mit der Unterlafette verbunden. Das Richten erfolgte zunächst manuell, später elektromechanisch auf Basis der Angaben einer Feuerleitanlage, über Handräder an der Lafette. Im Schwerpunkt war die Lafette drehbar auf einem Pivot montiert. So konnte ein Höhenrichtbereich von bis zu −10° bis +75°  und ein Seitenrichtbereich von bis zu 360° erreicht werden (je nach Einbausituation). Die Waffe war je nach Bedarf in einer von acht unterschiedlichen Unterlafetten eingebaut und teilweise von einer zwischen 1,6 und 3,2 mm starken Panzerkuppel zum Schutz vor Splittern und Maschinengewehrmunition bedeckt.
Hier eine Liste von Unterlafetten:
| Bezeichnung | Richtwinkel                           | Richtwinkel    | Gewicht   | Beschreibung |
| Bezeichnung | Seite                                 | Höhe           | Gewicht   | Beschreibung |
| ----------- | ------------------------------------- | -------------- | --------- | --- |
| A2          | 360°, begrenzt von den Decksaufbauten | −10° bis + 75° | 20.300 kg | elektrohydraulisch drehbare Zwillingslafette ohne Schutzschild, benutzt auf den Flottenflugzeugträgern Akagi und Kaga bei Indienststellung                    |
| A KAI       | 360°, begrenzt von den Decksaufbauten | −10° bis + 75° | 20.300 kg | elektrohydraulisch drehbare Zwillingslafette ohne Schutzschild, benutzt auf den Patrouillenschiffen der Mikura- und Ukuru-Klasse                              |
| B           | 360°, begrenzt von den Decksaufbauten | −10° bis + 75° | 7.800 kg  | manuell drehbare Einzellafette ohne Schutzschild, benutzt auf den Schweren Kreuzern der Furutaka- und Aoba-Klasse und den Minenschiffen Shirataka und Yaeyama |
| B1          | 360°, begrenzt von den Decksaufbauten | −10° bis + 75° | unbekannt | manuell drehbare Einzellafette mit Schutzschild, benutzt auf den Schweren Kreuzern der Myōkō- und Takao(Kaoshiung)-Klasse                                     |
| B2          | 360°, begrenzt von den Decksaufbauten | −10° bis + 75° | 10.000 kg | zunächst manuell, später elektrohydraulisch drehbare Einzellafette mit Schutzschild, benutzt auf den Geleitflugzeugträgern der Taiyō-Klasse                   |
| C           | 360°                                  | −10° bis + 75° | unbekannt | manuell drehbare Einzellafette ohne Schutzschild für den Einsatz an Land, benutzt zur Küsten- und Basisverteidigung                                           |
| E           | 360°, begrenzt von den Decksaufbauten | −10° bis + 75° | unbekannt | elektrohydraulisch drehbare Einzellafette mit und ohne Schutzschild, benutzt auf den Patrouillenschiffen der Hei-Klasse (C-Klasse)                            |
| E KAI       | 360°, begrenzt von den Decksaufbauten | −10° bis + 75° | unbekannt | elektrohydraulisch drehbare Einzellafette mit und ohne Schutzschild, benutzt auf den Patrouillenschiffen der Tei-Klasse (D-Klasse)                            |

,

### Munition

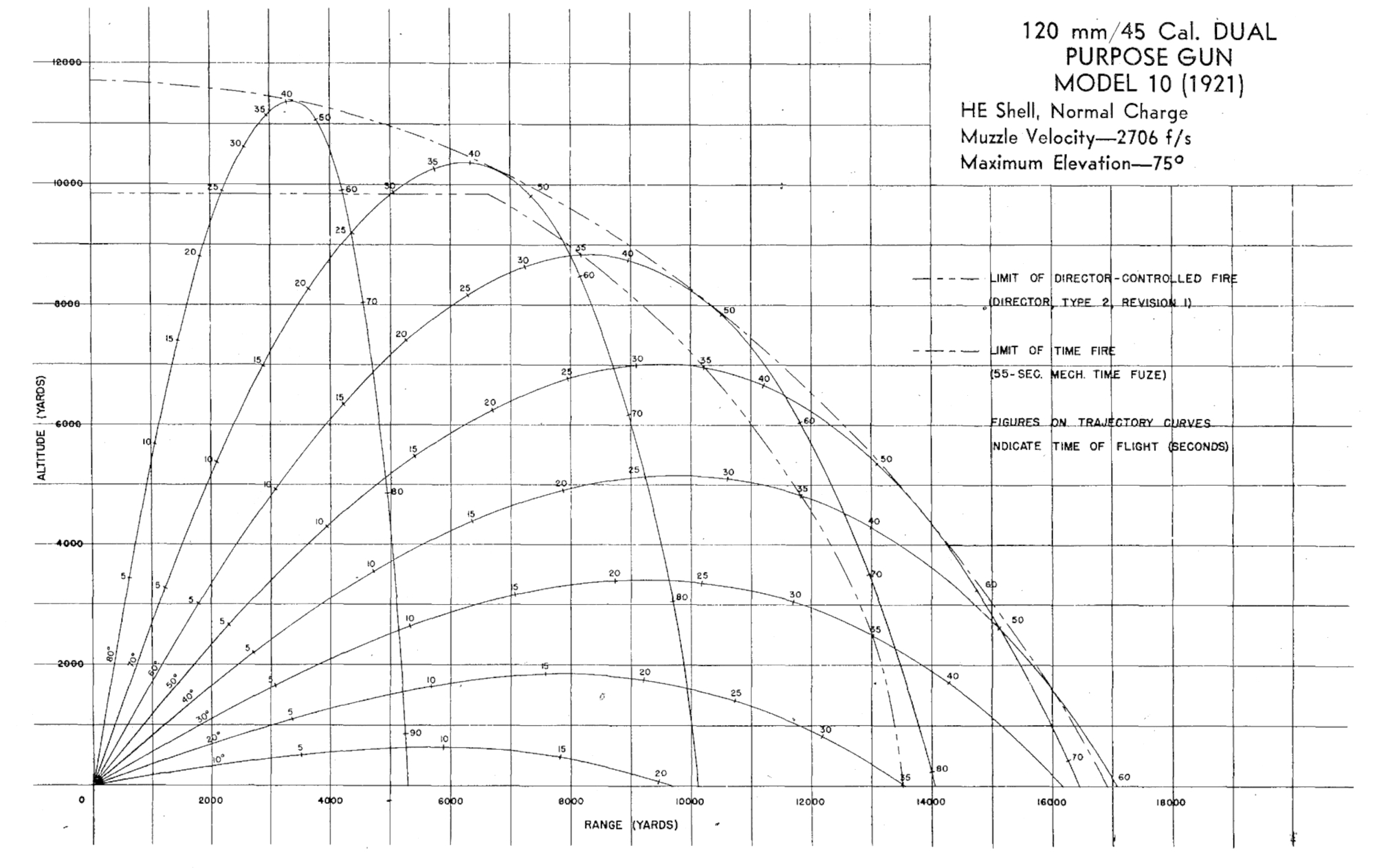
Flugbahnschaubild des Normalgeschosses Modell 1

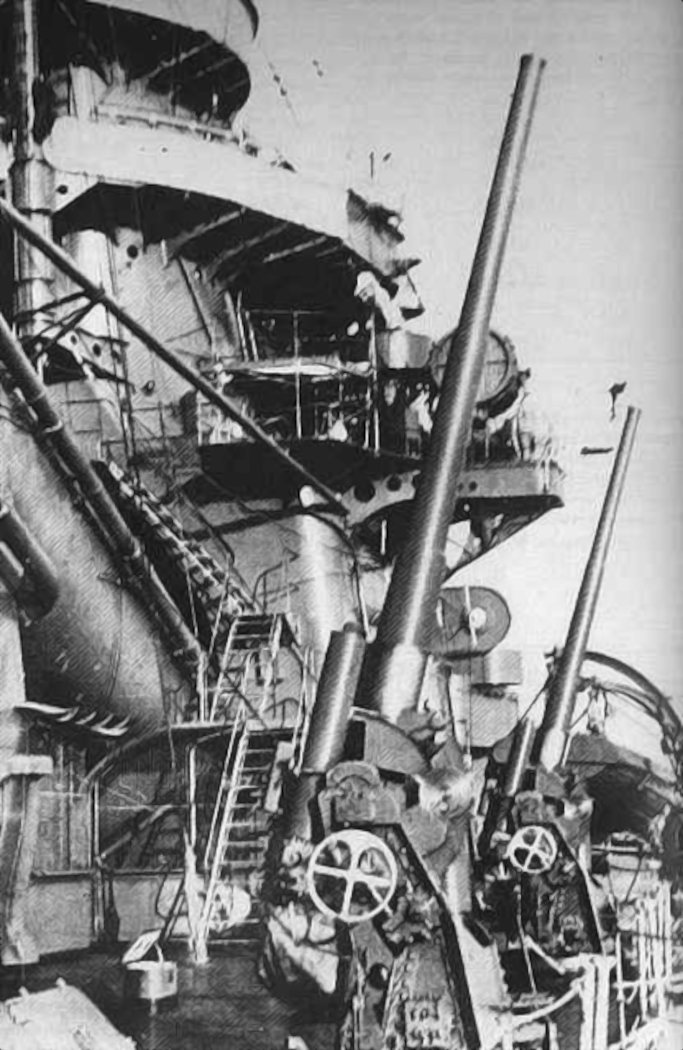
Typ 10 12-cm-Flugabwehrkanonen in Einzellafetten Typ B auf dem Myōkō-Klasse Schweren Kreuzer Nachi

Als Geschosse kamen das 12 cm Normalgeschoss Modell 1 (Sprenggeschoss), das 12 cm Normalgeschoss Modell 2 (Sprenggeschoss), das 12 cm Normalgeschoss Modell 4 (Brandschrapnell), ein 12 cm Leuchtgeschoss mit schwimmenden Leuchtkörper zur Beleuchtung von Seezielen und ein 12 cm U-Boot-Abwehrgeschoss zum Einsatz. Letzteres hatte eine abgeflachte Geschossspitze und eine hydrodynamisch günstige Formgebung. Gegen Kriegsende war zudem ein leistungsgesteigertes Geschoss mit aerodynamisch günstigerer Form in Entwicklung. Das Geschossgewicht war jeweils unterschiedlich.
Die Treibladung war in einer Hülse aus Messing von knapp 71 cm Länge und 14,4 kg Gewicht untergebracht. Das Treibladungsgewicht lag zwischen 5,00 und 5,50 kg, je nach verwendeter Treibladungsart. Die Munition wurde patroniert gelagert und an die Waffe geliefert.
Als Zünder kamen zunächst mechanisch von Hand einstellbare Zeitzünder zum Einsatz. Später wurden Zünderstellmaschinen an den Lafetten dafür verwendet.
| Bezeichnung                                     | Bild                          | Gewicht  | Gewicht                            | Sprengstoff | Zünder                                    |
| Bezeichnung                                     | Bild                          | Geschoss | Sprengstoff                        | Sprengstoff | Zünder                                    |
| ----------------------------------------------- | ----------------------------- | -------- | ---------------------------------- | --- | ----------------------------------------- |
| 12 cm Normalgeschoss Modell 1 (Sprenggeschoss)  | 12 cm Normalgeschoss Modell 1 | 20,3 kg  | 1,7 kg                             | Trinitroanisol | Typ 91 Zeitzünder, Typ 88 Aufschlagzünder |
| 12 cm Normalgeschoss Modell 2 (Sprenggeschoss)  | 12 cm Normalgeschoss Modell 2 | 20,3 kg  | 1,9 kg                             | Trinitroanisol | Typ 91 Zeitzünder, Typ 88 Aufschlagzünder |
| 12 cm Normalgeschoss Modell 4 (Brandschrapnell) | 12 cm Normalgeschoss Modell 4 | 15 kg    | 540 g, Brand-Splitter-Satz 3,88 kg | Zerlegerladung: Pikrinsäure, Brand-Splitter-Satz: weißer Phosphor und Stahlstifte                                           | Typ 91 Zeitzünder                         |
| 12 cm Leuchtgeschoss                            | 12 cm Leuchtgeschoss          | 19,97 kg | 17 g                               | Ausstoßladung: Schwarzpulver; Leuchtmittel: Bariumnitrat, Kaliumnitrat, Magnesium, Wachs, Kohlenstoff und Schwefel gemischt | 30-Sekunden-Zeitzünder                    |
| 12 cm U-Boot-Abwehrgeschoss                     |                               | 16,4 kg  | 3,8 kg                             | Trinitroanisol | Typ 88 Aufschlagzünder mit Verzögerung    |
| experimentelles 12 cm Sprenggeschoss neuer Art  |                               | 22,5 kg  | 1,9 kg                             | unbekannt | unbekannt                                 |

,
Mit der Munition war eine Maximalschussweite von 16000 m möglich. In der Flugabwehr lag die maximale Schusshöhe bei 10900 m. Die effektive Schusshöhe war auch durch die verwendeten Richtmittel eingeschränkt und lag mit dem zumeist verwendeten Feuerleitanlage rund um das Typ 94 Feuerleitgerät bei 9000 m. Es konnte eine Kadenz von bis zu 11 Schuss pro Minute erreicht werden, im Dauerbeschuss waren bis zu 8 Schuss pro Minute möglich.

## Produktion und Einsatz
Die Produktion begann im Jahr 1923 in geringem Umfang. Zu diesem Zeitpunkt waren die meisten vorhandenen schweren Einheiten mit der Typ 3 8-cm-Flugabwehrkanone ausgerüstet. Die neue Waffe wurde für alle Großkampfschiff-Neubauten ab 1922 vorgesehen. Von diesen mussten mehrere im Rahmen der Vereinbarungen des Washingtoner Flottenabkommens gestrichen werden. So wurden zunächst nur noch Schwere Kreuzer und Flugzeugträger geplant. Diese sollten mit der Typ 10 12-cm-Flugabwehrkanone ausgestattet werden, was nur die Fertigung von relativ wenigen Geschützen nötig machte. Erst mit Beginn des Flottenausbaus nach Auslaufen des Washingtoner Flottenabkommens Mitte der 1930er Jahre wurde die Waffe wieder benötigt, diesmal aber für die geplanten, kleineren Einheiten in größerem Umfang. Hinzu kam ein erhöhter Bedarf durch die Schaffung der Marine-Speziallandungskräfte als Einheiten auch zur Basisverteidigung. So wurden bis 1940 nur knapp 100 Geschütze des Typs gefertigt, danach aber die Produktion deutlich erhöht. Die finalen Produktionszahlen sind nicht bekannt, liegen aber bei mindestens 2500 Rohren und Oberlafetten. Der Hauptteil der Waffen kam in der Insel- und Küstenverteidigung sowie in der Basisverteidigung um alle wesentlichen Marinestützpunkte zum Einsatz.

### Seestreitkräfte
So wurden zunächst nur die Flottenflugzeugträger Akagi und Kaga (je sechs Doppellafetten A2) sowie die  Schweren Kreuzer der Furutaka (vier Einzellafetten B), Myōkō (vier Einzellafetten B) und Takao-Klasse (vier Einzellafetten B1) ab Mitte der 1920er Jahre mit der Waffe ausgerüstet. Im Einsatz hat sich die Waffe bis in die 1930er Jahre als zeitgemäß erwiesen. Danach wurde die Waffe auf den Großkampfschiffen nach und nach durch die wirkungsvollere Typ 89 12,7-cm-Flugabwehrkanone ersetzt. Lediglich der Träger Akagi war bis zu seiner Versenkung bei Midway Mitte 1942 noch mit der Typ 10 12-cm-Flugabwehrkanone ausgestattet.
Im Einsatz erwies sich zunächst das verwendete Treibladungspulver als zu groß gekörnt. Dadurch verbrannte es nicht vollständig in Kammer und Rohr, sondern teilweise auch noch unkontrolliert außerhalb der Mündung. Dies beeinflusste die Genauigkeit negativ. In der Luftabwehr machte die große Geschosswirkung dies teilweise wett, im Seezielbeschuss wurde dies jedoch zu einem Problem. Mitte der dreißiger Jahre wurde feiner gekörntes Treibladungspulver eingeführt, welches dieses Problem löste.

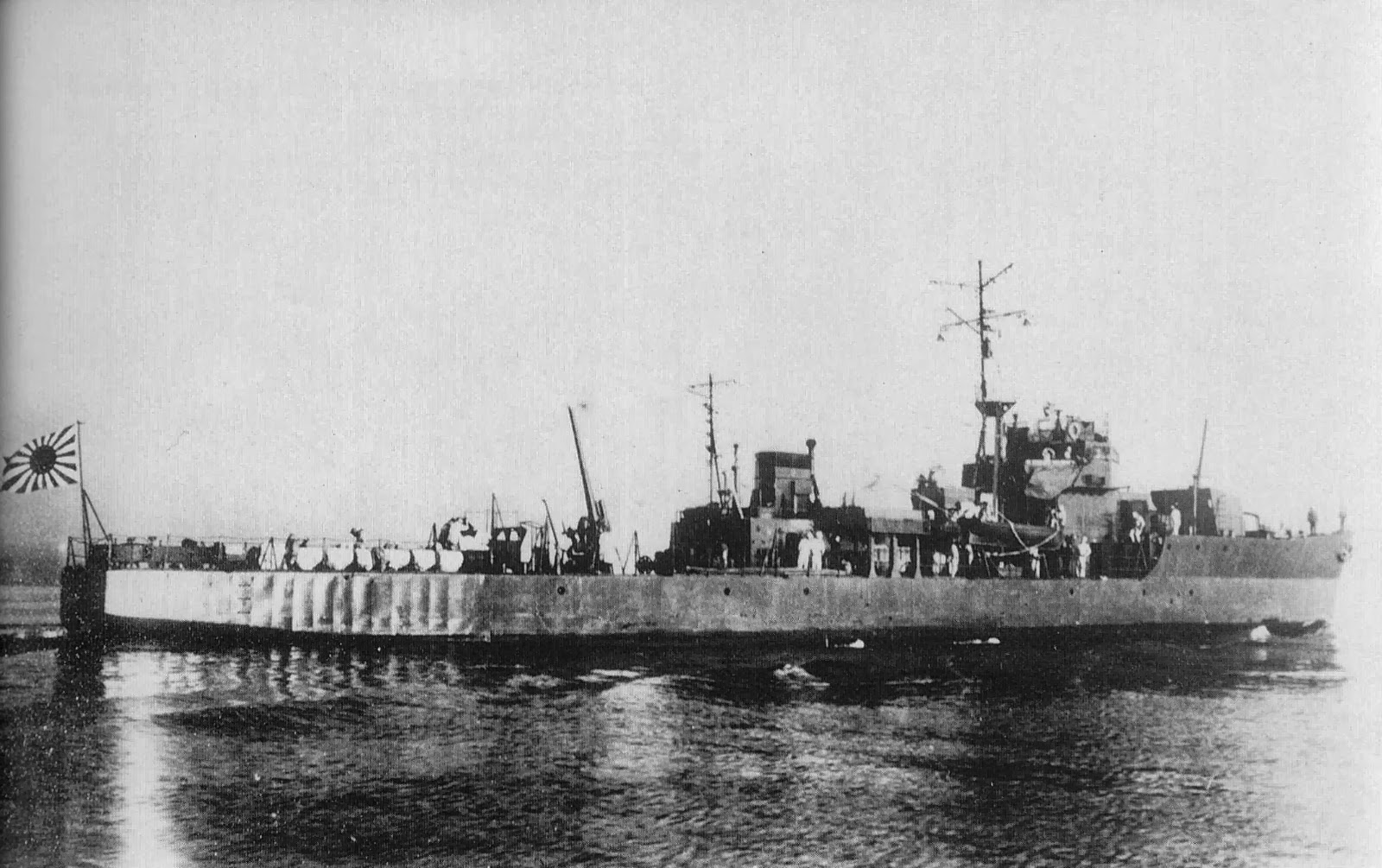
C-Klasse Patrouillenschiff CD-1 mit zwei Typ 10 12-cm-Flugabwehrkanonen

Mit der Planung der Kaibōkan (Geleitschiff) der Mikura-Klasse (8 Einheiten) in den späten 1930er Jahren wurde aus Gewichtsgründen wiederum auf die Typ 10 12-cm-Flugabwehrkanone zurückgegriffen. Anders als die Vorgänger, die nur mit drei Typ 3 12-cm-Kanonen ausgestattet waren, sollten diese Einheiten zusätzlich schwere Flugabwehr erhalten. Sie erhielten die Waffe in der Zwillingslafette A Kai, welche auf dem Heck eingebaut wurde. Diese Konfiguration wurde auch bei den folgenden, leicht verbesserten Schiffen der Ukuru-Klasse (33 Einheiten) übernommen. Auch deren nie gebaute Nachfolger (Yagu- und Inagi-Klasse) wurden ursprünglich so geplant. Die Kriegslage machte jedoch eine beschleunigte und vereinfachte Schiffsproduktion nötig. Daher wurden die beiden geplanten Klassen durch die kleiner Hei-Klasse (ca. 300 geplante Einheiten) ersetzt. Diese hatte zwei Typ 10 12-cm-Flugabwehrkanonen in Einzellafette E, davon eine mit Schutzschild am Bug und eine weitere ohne Schutzschild auf dem Heck, als Hauptbewaffnung. Die Patrouillenschiffe der finalen Tei-Klasse (203 geplante Einheiten) waren nochmals vereinfacht und mit weiterer leichter Flugabwehr versehen. Dort wurden die zwei Typ 10 12-cm-Flugabwehrkanone in vereinfachter Einzellafette E KAI eingebaut.,
1940 erhielten die aus Handelsschiffe umgebauten Geleitflugzeugträger der Taiyō-Klasse vier bis sechs Einzellafetten Typ B2 als schwere Flugabwehr-Bewaffnung. Diese wurde als ausreichend erachtet, zumal die im Verhältnis zum Bedarf nur begrenzt vorhandene Typ 89 12,7- cm-Flugabwehrkanone dringend für wichtigere Großkampfschiffe benötigt wurde.
Bei den Seestreitkräften hat sich die Typ 10 12-cm-Flugabwehrkanone insgesamt gut bewährt, auch wenn ihre Luftabwehrfähigkeit ab den 1930er Jahren im Grunde nicht mehr als ausreichend betrachtet wurde. Letztlich blieb sie aber auch mangels greifbarer Alternative bis Kriegsende im Einsatz. Für den Einsatz auf den Kaibōkan war sie wiederum gut geeignet, da sie sowohl Luftziel- als auch Seezielbeschuss ermöglichte. Dies sparte eine gesonderte schwere Flugabwehrkanone auf den relativ kleinen Schiffen, ohne die Abwehrmöglichkeit von Seezielen wesentlich schwächen zu müssen.

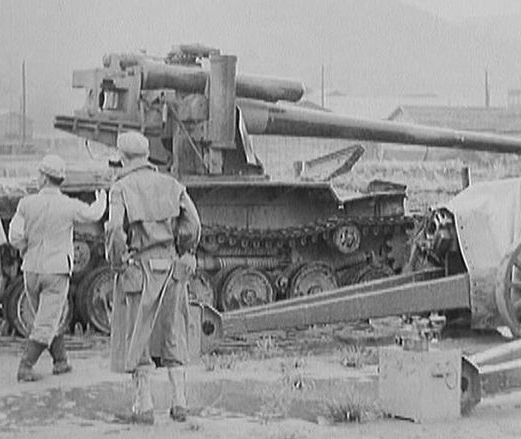
Typ 97 Mittlerer Panzer Chi-Ha mit Typ 10 12-cm-Flugabwehrkanone

### Marine-Speziallandungskräfte
Nach der Gründung der Marine-Speziallandungskräfte wurde die Typ 10 12-cm-Flugabwehrkanone als schwere Doppelfunktionskanone interessant. Mit den Lafetten Typ C entstand daher eine eigene Einzellafette speziell für den Bodeneinsatz. Der Pivot war bei Typ C massiver ausgelegt für einen Einsatz ohne Beton- oder Stahlfundament. So konnte die Waffe ohne zu massive Ausbauarbeiten auf einem Holzgerüst oder direkt auf felsigem Boden aufgebaut werden.
Der Einsatz erfolgte ab 1944 auf nahezu allen von der Marine verteidigten Pazifik-Inseln sowie rund um wichtige Marinestützpunkte in Japan und dem Pazifik. Dort bewährte sich das Geschütz wiederum gut.
1945 entstand im Marinearsenal Yokosuka noch als Einzelstück ein Umbau eines Typ 97 Mittleren Panzers Chi-Ha mit einer Typ 10 12-cm-Flugabwehrkanone mit einigen Panzerplatten davor zum Besatzungsschutz als Bewaffnung. Der Panzer wurde bei der Übernahme des Stützpunkts von den Amerikanern begutachtet. Das weitere Schicksal des Fahrzeugs ist unbekannt.

## Nachfolger
Ende der 1920er Jahre entstand mit der Typ 89 12,7-cm-Flugabwehrkanone ein modernerer Nachfolger, der Mitte der 1930er Jahre die Typ 10 12-cm-Flugabwehrkanone auf den Großkampfschiffen ersetzte. Für kleinere Einheiten wurde mit der Experimentellen Typ 5 12,7-cm-Flugabwehrkanone ab 1943 zwar ein Nachfolger entwickelt, eine Produktion war aber aufgrund der Kriegslage nicht mehr möglich.